# الكرامة (شمال سيناء)
الكرامة إحدى قرى مركز بئر العبد التابع لمحافظة شمال سيناء بجمهورية مصر العربية.